# Гней Калпурний Пизон (консул 139 пр.н.е.)
Вижте пояснителната страница за други личности с името Гней Калпурний Пизон.
Гней Калпурний Пизон (на латински: Gnaeus Calpurnius Piso) e политик на Римската република през 2 век пр.н.е.
През 139 пр.н.е. е избран за консул заедно с Марк Попилий Ленат.